# سكوت هيكس
سكوت هيكس (بالإنجليزية: Scott Hicks) (و. 1953  م) هو مخرج أفلام، وكاتب سيناريو أسترالي، ولد في أوغندا.

## التعليم
تعلم في جامعة فلندرز.

## وصلات خارجية
- سكوت هيكس على موقع IMDb (الإنجليزية)
- سكوت هيكس على موقع ألو سيني (الفرنسية)
- سكوت هيكس على موقع تيرنر كلاسيك موفيز (الإنجليزية)
- سكوت هيكس على موقع أول موفي (الإنجليزية)
- سكوت هيكس على موقع بوكس أوفيس موجو (الإنجليزية)
- سكوت هيكس على موقع قاعدة بيانات الأفلام السويدية (السويدية)
- سكوت هيكس على موقع قاعدة بيانات الفيلم (الإنجليزية)
- سكوت هيكس على موقع كينوبويسك (الروسية)